# Ingvild Synnøve Midtskogen
Ingvild Synnøve Midtskogen, född 21 december 2007 i Bærum, är en norsk backhoppare och utövare av nordisk kombination, som representerar idrettslaget TRY, och det norska landslaget. Hon tog lagguld i backhoppning vid världsmästerskapen i nordisk skidsport 2025.

## Karriär
Ingvild Synnøve Midtskogen debuterade i världscupen redan som 14-åring år 2022. Vid junior-VM 2024 tog hon guld i backhoppningens normalbacke. Vid vinter-OS för ungdomar samma år tog hon silver i den mixade lagtävlingen och brons i normalbacken. Midtskogen deltog i världsmästerskapen i nordisk skidsport i Trondheim 2025 där hon tog guld i lagtävlingen.